# یورل هاتو
یورل هاتو (انگلیسی: Jorrel Hato؛ زادهٔ ۷ مارس ۲۰۰۶) بازیکن فوتبال اهل هلند است که در پست مدافع برای باشگاه فوتبال چلسی در لیگ برتر فوتبال انگلیس بازی می‌کند
هاتو همچنین در تیم‌های ملی فوتبال زیر ۱۷ سال هلند و زیر ۱۷ سال هلند بازی کرده‌است.